# Yuan Jiajun

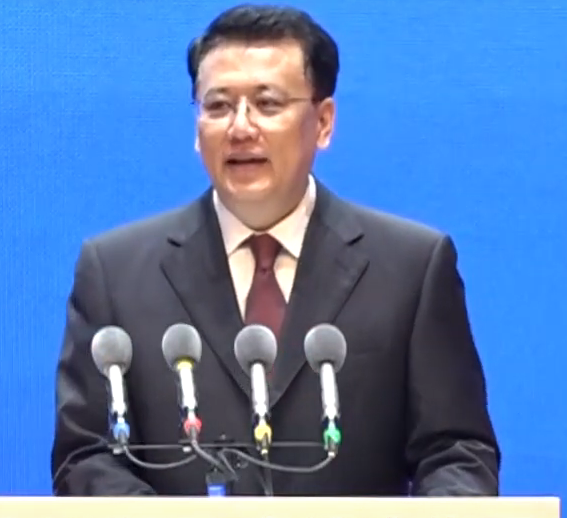
Yuan Jiajun

Yuan Jiajun (chinesisch: 袁家军; geboren im September 1962 in Tonghua, Provinz Jilin) ist ein chinesischer Luftfahrtingenieur und Politiker. Er war von Juli 2017 bis August 2020 Gouverneur und stellvertretender Parteichef der kommunistischen Partei der Provinz Zhejiang. Seitdem ist er Vorsitzender des Landesverbands Zhejiang der KPCh.
Vor seiner politischen Karriere war Yuan vor allem für seine Rolle beim Shenzhou-Programm bekannt, das 2003 den ersten Chinesen ins Weltall brachte.

## Leben
Yuan wurde in Tonghua (Provinz Jilin) geboren. Von September 1980 bis Juli 1984 studierte er an der Universität für Luft- und Raumfahrt Peking am Institut für Flugzeugentwurf und angewandte Mechanik (飞机设计与应用力学系) der Fakultät für Luftfahrtwissenschaft und -technik. Nach seinem Abschluss auf dem Gebiet der Mechanik fester Körper
wechselte er an die Chinesische Akademie für Weltraumtechnologie (CAST), damals eine Abteilung des Ministeriums für Raumfahrtindustrie, wo er einerseits in der damaligen Hauptentwicklungsabteilung, auch bekannt als „Forschungsinstitut 501“, arbeitete, andererseits im Juli 1987 den Grad eines Postgraduierten Spezialisten (专业硕士) in Raumflugkörperentwurf erwarb, ein akademischer Grad, der in China zwischen Diplomingenieur und Doktor angesiedelt ist. Nach seinem Abschluss wurde Yuan von der CAST fest übernommen. Er ging für eine Weile nach Deutschland und studierte am Deutschen Zentrum für Luft- und Raumfahrt. Im August 1990 kehrte er nach China zurück und nahm seine Tätigkeit in der Hauptentwicklungsabteilung wieder auf (formal war er auch während seines Auslandsaufenthalts bei der Chinesischen Akademie für Weltraumtechnologie angestellt gewesen).
Im Mai 1992 wurde Yuan Jiajun stellvertretender Leiter des Labors für Gehäusebau (501部结构室), im August 1994 stellvertretender Leiter der Hauptentwicklungsabteilung, und im Mai 1996 stellvertretender Direktor der CAST. Seit Mai 1995 war er in leitender Funktion an Entwicklung und Bau der Shenzhou-Raumschiffe beteiligt.
Im September 2001 kehrte Yuan Jiajun an die Universität für Luft- und Raumfahrt zurück und studierte dort neben seiner Tätigkeit bei CAST, wo er im Januar 2003 zum Direktor aufstieg. Im Januar 2006 promovierte er im Fach Flugkörperentwurf (飞行器设计). Im November 2007 wechselte Yuan zur China Aerospace Science and Technology Corporation, dem am 1. Juli 1999 aus dem Ministerium für Raumfahrtindustrie und seinen Nachfolgeorganisationen hervorgegangenen Mutterkonzern der CAST, wo er stellvertretender Generaldirektor wurde.
Yuan Jiajun ist bereits seit November 1992 Mitglied der Kommunistischen Partei Chinas.
Ab März 2012 engagierte er sich auch aktiv in der Politik und trat dem ständigen Parteikomitee in Ningxia bei und wurde 2013 stellvertretender Vorsitzender von Ningxia. Im August 2014 wurde Yuan zum ständigen Ausschussmitglied der Partei der wohlhabenden Küstenprovinz Zhejiang ernannt und übernahm danach das Amt des Vizegouverneurs.
Im November 2016 wurde Yuan zum stellvertretenden Parteichef von Zhejiang und Leiter der Kommission für Politik und Recht von Zhejiang ernannt. Im April 2017 wurde Yuan zum Gouverneur von Zhejiang ernannt, er wurde am 7. Juli bestätigt.
Im August 2020 gab er sein Amt als Gouverneur auf und wurde dafür Parteivorsitzender der Provinz. Seit dem 24. Februar 2018 sitzt er für den Wahlkreis Zhejiang im Nationalen Volkskongress.
Yuan erhielt zahlreiche Auszeichnungen für seine Arbeit im chinesischen Weltraumprogramm.
Yuan war stellvertretendes Mitglied des 17. Zentralkomitees der kommunistischen Partei Chinas.